# كين روبنسون
كين روبنسون هو سياسي كندي، ولد في 16 يوليو 1927 في تورونتو في كندا، وتوفي في 31 ديسمبر 1991. حزبياً، نشط في الحزب الليبرالي الكندي. وقد انتخب عضو مجلس العموم الكندي.